# Bulbophyllum paranaense
Bulbophyllum paranaense là một loài phong lan thuộc chi Bulbophyllum.